# Czech International 2008
Die 37. Yonex Czech International Championships 2008 im Badminton fanden vom 25. bis zum 28. September in Brno, Mestská Sportovní Hala, Vodová 108, statt. Der Referee war Ivanka Pokorni aus Kroatien. Das Preisgeld betrug 15.000 US-Dollar.

## Sieger und Platzierte
| Disziplin    | Gold                                       | Silber                                     | Bronze                                 |
| ------------ | ------------------------------------------ | ------------------------------------------ | -------------------------------------- |
| Herreneinzel | Chetan Anand                               | Carl Baxter                                | Rajiv Ouseph                           |
| Herreneinzel | Chetan Anand                               | Carl Baxter                                | Rune Ulsing                            |
| Dameneinzel  | Ella Diehl                                 | Judith Meulendijks                         | Susan Hughes                           |
| Dameneinzel  | Ella Diehl                                 | Judith Meulendijks                         | Anastasia Prokopenko                   |
| Herrendoppel | Kasper Faust Henriksen Christian Skovgaard | Jacob Chemnitz Mikkel Delbo Larsen         | Baptiste Carême Ronan Labar            |
| Herrendoppel | Kasper Faust Henriksen Christian Skovgaard | Jacob Chemnitz Mikkel Delbo Larsen         | Jürgen Koch Peter Zauner               |
| Damendoppel  | Helle Nielsen Marie Røpke                  | Séverine Corvilain Nathalie Descamps       | Cecilia Bjunér Amanda Högström         |
| Damendoppel  | Helle Nielsen Marie Røpke                  | Séverine Corvilain Nathalie Descamps       | Natalia Pocztowiak Aleksandra Wałaszek |
| Mixed        | Rasmus Bonde Helle Nielsen                 | Mikkel Delbo Larsen Mie Schjøtt-Kristensen | Zvonimir Đurkinjak Staša Poznanović    |
| Mixed        | Rasmus Bonde Helle Nielsen                 | Mikkel Delbo Larsen Mie Schjøtt-Kristensen | Stilijan Makarski Diana Dimova         |

## Finalergebnisse
| Disziplin    | Sieger                                     | Finalist                                   | Ergebnis    |
| ------------ | ------------------------------------------ | ------------------------------------------ | ----------- |
| Herreneinzel | Chetan Anand                               | Carl Baxter                                | 21:15 21:14 |
| Dameneinzel  | Ella Diehl                                 | Judith Meulendijks                         | 21:14 21:13 |
| Herrendoppel | Kasper Faust Henriksen Christian Skovgaard | Jacob Chemnitz Mikkel Delbo Larsen         | 21:16 21:16 |
| Damendoppel  | Helle Nielsen Marie Røpke                  | Séverine Corvilain Nathalie Descamps       | 21:14 21:15 |
| Mixed        | Rasmus Bonde Helle Nielsen                 | Mikkel Delbo Larsen Mie Schjøtt-Kristensen | 21:12 21:11 |